# Hymenochaetaceae
Famille
Les Hymenochaetaceae (Hyménochétacées) constituent une famille de champignons basidiomycètes de l'ordre des Agaricales.

## Synonymes
Selon Index Fungorum (23 novembre 2014) :
- Hymenochaetaceae Imazeki & Toki,  1954.

## Liste des genres, espèces et sous-espèces
Selon NCBI (23 novembre 2014) :
- genre Asterodon
  - Asterodon ferruginosus
- genre Aurificaria
  - Aurificaria luteoumbrina
- genre Coltricia
  - Coltricia cinnamomea
  - Coltricia confluens
  - Coltricia crassa
  - Coltricia macropora
  - Coltricia minor
  - Coltricia montagnei
  - Coltricia perennis
  - Coltricia spina
  - Coltricia strigosipes
  - Coltricia stuckertiana
- genre Coltriciella
  - Coltriciella dependens
  - Coltriciella globosa
  - Coltriciella navispora
  - Coltriciella oblectabilis
  - Coltriciella pseudodependens
  - Coltriciella pusilla
  - Coltriciella sonorensis
  - Coltriciella subglobosa
- genre Cyclomyces
  - Cyclomyces lamellatus
  - Cyclomyces setiporus
- genre Erythromyces
  - Erythromyces crocicreas
- genre Fomitiporella
  - Fomitiporella caryophylli
  - Fomitiporella cavicola
- genre Fomitiporia
  - Fomitiporia aethiopica
  - Fomitiporia australiensis
  - Fomitiporia bakeri
  - Fomitiporia bannaensis
  - Fomitiporia calkinsii
  - Fomitiporia castilloi
  - Fomitiporia cupressicola
  - Fomitiporia dryophila
  - Fomitiporia expansa
  - Fomitiporia gabonensis
  - Fomitiporia hesleri
  - Fomitiporia hippophaeicola
  - Fomitiporia ivindoensis
  - Fomitiporia langloisii
  - Fomitiporia maxonii
  - Fomitiporia mediterranea
  - Fomitiporia nobilissima
  - Fomitiporia pentaphylacis
  - Fomitiporia polymorpha
  - Fomitiporia pseudopunctata
  - Fomitiporia punctata
  - Fomitiporia punicata
  - Fomitiporia sonorae
  - Fomitiporia spinescens
  - Fomitiporia tenuis
  - Fomitiporia tenuitubus
  - Fomitiporia torreyae
  - Fomitiporia tsugina
- genre Fulvifomes
  - Fulvifomes fastuosus
  - Fulvifomes hainanensis
  - Fulvifomes indicus
  - Fulvifomes kawakamii
  - Fulvifomes melleoporus
  - Fulvifomes nilgheriensis
  - Fulvifomes robiniae
- genre Fuscoporia
  - Fuscoporia callimorpha
  - Fuscoporia cinchonensis
  - Fuscoporia contigua
  - Fuscoporia discipes
  - Fuscoporia ferrea
  - Fuscoporia ferruginosa
  - Fuscoporia formosana
  - Fuscoporia gilva
  - Fuscoporia montana
  - Fuscoporia palmicola
  - Fuscoporia rufitincta
  - Fuscoporia senex
  - Fuscoporia torulosa
  - Fuscoporia viticola
  - Fuscoporia wahlbergii
- genre Hydnochaete
  - Hydnochaete asetosa
  - Hydnochaete duportii
  - Hydnochaete japonica
  - Hydnochaete paucisetigera
  - Hydnochaete tabacina
  - Hydnochaete tabacinoides
- genre Hymenochaete
  - Hymenochaete acanthophysata
  - Hymenochaete acerosa
  - Hymenochaete adusta
  - Hymenochaete anomala
  - Hymenochaete arida
  - Hymenochaete attenuata
  - Hymenochaete australis
  - Hymenochaete badioferruginea
  - Hymenochaete berteroi
  - Hymenochaete bispora
  - Hymenochaete boidinii
  - Hymenochaete cana
  - Hymenochaete carpatica
  - Hymenochaete cervina
  - Hymenochaete cervinoidea
  - Hymenochaete cinnamomea
  - Hymenochaete corrugata
  - Hymenochaete cruenta
  - Hymenochaete curtisii
  - Hymenochaete cyclolamellata
  - Hymenochaete denticulata
  - Hymenochaete epichlora
  - Hymenochaete episphaeria
  - Hymenochaete escobarii
  - Hymenochaete floridea
  - Hymenochaete fuliginosa
  - Hymenochaete fulva
  - Hymenochaete huangshanensis
  - Hymenochaete innexa
  - Hymenochaete intricata
  - Hymenochaete koeljalgii
  - Hymenochaete legeri
  - Hymenochaete lenta
  - Hymenochaete longispora
  - Hymenochaete luteobadia
  - Hymenochaete macrospora
  - Hymenochaete megaspora
  - Hymenochaete minor
  - Hymenochaete minuscula
  - Hymenochaete murina
  - Hymenochaete muroiana
  - Hymenochaete nanospora
  - Hymenochaete nothofagicola
  - Hymenochaete ochromarginata
  - Hymenochaete parmastoi
  - Hymenochaete peroxydata
  - Hymenochaete pinnatifida
  - Hymenochaete pseudoadusta
  - Hymenochaete resupinata
  - Hymenochaete rhabarbarina
  - Hymenochaete rheicolor
  - Hymenochaete rhododendricola
  - Hymenochaete rigidula
  - Hymenochaete rubiginosa
  - Hymenochaete sallei
  - Hymenochaete semistupposa
  - Hymenochaete senatoumbrina
  - Hymenochaete separabilis
  - Hymenochaete separata
  - Hymenochaete spathulata
  - Hymenochaete sphaericola
  - Hymenochaete sphaerospora
  - Hymenochaete spreta
  - Hymenochaete subferruginea
  - Hymenochaete tasmanica
  - Hymenochaete tenuis
  - Hymenochaete tongbiguanensis
  - Hymenochaete tropica
  - Hymenochaete ulmicola
  - Hymenochaete unicolor
  - Hymenochaete ustulata
  - Hymenochaete villosa
  - Hymenochaete yasudai
  - Hymenochaete yunnanensis
- genre Inocutis
  - Inocutis dryophilus
  - Inocutis jamaicensis
  - Inocutis ludovicianus
  - Inocutis rheades
  - Inocutis subdryophila
  - Inocutis tamaricis
- genre Inonotopsis
  - Inonotopsis subiculosus
- genre Inonotus
  - Inonotus alpinus
  - Inonotus andersonii
  - Inonotus baumii
  - Inonotus chihshanyenus
  - Inonotus circinatus
  - Inonotus cubensis
  - Inonotus cuticularis
  - Inonotus dependens
  - Inonotus glomeratus
  - Inonotus hispidus
  - Inonotus levis
  - Inonotus linteus
  - Inonotus lonicericola
  - Inonotus lonicerinus
  - Inonotus magnisetus
  - Inonotus marginatus
  - Inonotus micantissimus
  - Inonotus mikadoi
  - Inonotus nidus-pici
  - Inonotus niveomarginatus
  - Inonotus obliquus
  - Inonotus pachyphloeus
  - Inonotus patouillardii
  - Inonotus pegleri
  - Inonotus plorans
  - Inonotus porrectus
  - Inonotus pruinosus
  - Inonotus pseudolinteus
  - Inonotus quercustris
  - Inonotus rickii
  - Inonotus rodwayi
  - Inonotus sanghuang
  - Inonotus sideroxylicola
  - Inonotus tabacinus
  - Inonotus tenuicontextus
  - Inonotus tenuissimus
  - Inonotus tomentosus
  - Inonotus tricolor
  - Inonotus tropicalis
  - Inonotus ulmicola
  - Inonotus vaninii
  - Inonotus weigelae
  - Inonotus weirianus
  - Inonotus zonatus
- genre Leucophellinus
  - Leucophellinus irpicoides
- genre Mensularia
  - Mensularia crocitinctus
  - Mensularia hastifera
  - Mensularia nodulosa
  - Mensularia radiata
- genre Onnia
  - Onnia leporina
  - Onnia orientalis
  - Onnia scaura
  - Onnia tomentosa
  - Onnia triquetra
- genre Phaeolus
  - Phaeolus schweinitzii
- genre Phellinidium
  - Phellinidium asiaticum
  - Phellinidium ferrugineofuscum
  - Phellinidium fragrans
  - Phellinidium pouzarii
  - Phellinidium sulphurascens
  - Phellinus weirii
- genre Phellinopsis
  - Phellinopsis conchata
  - Phellinopsis junipericola
  - Phellinopsis resupinata
- genre Phellinus
  - Phellinus adamantinus
  - Phellinus alni
  - Phellinus apiahynus
  - Phellinus arctostaphyli
  - Phellinus badius
  - Phellinus betulinus
    - sous-espèce Phellinus betulinus subsp. betulinus
    - sous-espèce Phellinus betulinus subsp. orienticus

  - Phellinus bicuspidatus
  - Phellinus calcitratus
  - Phellinus caribaeo-quercicola
  - Phellinus castanopsidis
  - Phellinus chaquensis
  - Phellinus cinereus
  - Phellinus coffeatoporus
  - Phellinus conchatus
  - Phellinus coronadensis
  - Phellinus crustosus
  - Phellinus ellipsoideus
  - Phellinus erectus
  - Phellinus everhartii
  - Phellinus extensus
  - Phellinus ferrugineovelutinus
  - Phellinus gabonensis
  - Phellinus gilbertsonii
  - Phellinus glaucescens
  - Phellinus grenadensis
  - Phellinus hartigii
  - Phellinus igniarius
  - Phellinus johnsonianus
  - Phellinus juniperinus
  - Phellinus kanehirae
  - Phellinus laevigatus
  - Phellinus lamaoensis
  - Phellinus lundellii
  - Phellinus melleoporus
  - Phellinus membranaceus
  - Phellinus merrillii
  - Phellinus mori
  - Phellinus nigricans
  - Phellinus noxius
  - Phellinus occidentalis
  - Phellinus orienticus
  - Phellinus palmicola
  - Phellinus pectinatus
  - Phellinus pomaceus
  - Phellinus populicola
  - Phellinus pseudoigniarius
  - Phellinus punctatus
  - Phellinus ralunensis
  - Phellinus repandus
  - Phellinus rhabarbarinus
  - Phellinus ribis
  - Phellinus rimosus
  - Phellinus robiniae
  - Phellinus robustus
  - Phellinus spiculosus
  - Phellinus tabaquilio
  - Phellinus texanus
  - Phellinus tremulae
  - Phellinus trivialis
  - Phellinus tuberculosus
  - Phellinus umbrinellus
  - Phellinus uncisetus
  - Phellinus undulatus
  - Phellinus xeranticus
- genre Phellopilus
  - Phellopilus nigrolimitatus
- genre Phylloporia
  - Phylloporia bibulosa
  - Phylloporia chrysita
  - Phylloporia crataegi
  - Phylloporia ephedrae
  - Phylloporia fontanesiae
  - Phylloporia gutta
  - Phylloporia hainaniana
  - Phylloporia minutispora
  - Phylloporia nandinae
  - Phylloporia nouraguensis
  - Phylloporia oblongospora
  - Phylloporia oreophila
  - Phylloporia pectinata
  - Phylloporia resupinata
  - Phylloporia ribis
  - Phylloporia rzedowskii
  - Phylloporia spathulata
  - Phylloporia ulloai
  - Phylloporia weberiana
- genre Porodaedalea
  - Porodaedalea cancriformans
  - Porodaedalea cedrina
  - Porodaedalea chrysoloma
  - Porodaedalea himalayensis
  - Porodaedalea laricis
  - Porodaedalea niemelaei
  - Porodaedalea pini
  - Porodaedalea yamanoi
- genre Pseudochaete
  - Pseudochaete latesetosa
  - Pseudochaete olivacea
  - Pseudochaete subrigidula
  - Pseudochaete tabacina
- genre Pseudoinonotus
  - Pseudoinonotus chondromyelus
  - Pseudoinonotus dryadeus
- genre Pyrrhoderma
  - Pyrrhoderma scaurum
  - Pyrrhoderma sendaiense
- genre Stipitochaete
  - Stipitochaete damicornis